# 源義経19臣
源義経19臣（みなもとのよしつねじゅうきゅうしん）は、源義経に仕えて功績を立てた19人の武将を顕彰した呼称。

## 該当者
- 武蔵坊弁慶
- 常陸坊海尊
- 佐藤継信
- 佐藤忠信
- 鎌田盛政
- 鎌田光政
- 伊勢義盛
- 駿河清重
- 亀井重清
- 片岡常春
- 鈴木重家
- 熊井忠基
- 鷲尾義久
- 喜三太
- 江田源次
- 江田源三
- 堀景光
- 赤井十郎
- 黒井五郎